# خالد اليحياوي
خالد اليحياوي هو آمر لواء تونسي ومسؤول ، ومستشار أول لرئيس  الجمهورية شغل منصب وزير الداخلية خلال 26 و 29 يوليو 2021، ويشغل منصب مدير عام امن رئيس الدولة و الشخصيات الرسمية منذ 2019.